# Český lev 2014
Český lev 2014 byl 22. ročník výročních cen České filmové a televizní akademie Český lev. Členové akademie vybírali z 32 hraných a 23 dokumentárních snímků, které byly v roce 2014 natočeny. Nominace byly vyhlášeny 14. ledna 2015 a vyhlášení vítězů se uskutečnilo 21. února téhož roku, přičemž ceremoniál z pražského Rudolfina s Lucií Výbornou v roli moderátorky byl v přímém přenosu vysílán Českou televizí.
Nejčastěji nominovaný snímek Fair Play si neodnesl ani jednu cenu, zatímco Cesta ven kromě hlavní ceny sklidila úspěch i v kategoriích nejlepší režie, ženského hereckého výkonu v hlavní roli, nejlepšího scénáře, kamery, střihu i zvuku. Díra u Hanušovic bodovala v kategoriích nejlepšího mužského hereckého výkonu v hlavní i vedlejší roli a nejlepšího ženského hereckého výkonu ve vedlejší roli. Pro Tři bratry byly úspěšné kategorie kostýmů, masek a scénografie.
Z celého ceremoniálu vzbudil dodatečnou mediální pozornost i výstup muže, který byl původně některými organizátory označován za Jima Carreyho, avšak později se potvrdilo, že šlo jen o nepříliš podobného dvojníka.

## Ceny a nominace
Vítězové jsou vyznačeni tučně. Nominovaní jsou řazeni abecedně podle názvu filmu.

### Nejlepší film
- Cesta ven – produkce: Miloš Lochman, Jan Macola, Karel Chvojka
- Díra u Hanušovic – produkce: Ondřej Zima
- Fair Play – produkce: Kateřina Černá, Pavel Strnad
- Pojedeme k moři – produkce: Miloslav Šmídmajer
- Tři bratři – produkce: Jan Svěrák

### Nejlepší dokumentární film
- Olga – Miroslav Janek
- K oblakům vzhlížíme – Martin Dušek
- Magický hlas rebelky – Olga Sommerová
- Století Miroslava Zikmunda – Petr Horký
- Život podle Václava Havla – Andrea Sedláčková

### Nejlepší režie
- Cesta ven – Petr Václav
- Díra u Hanušovic – Miroslav Krobot
- Fair Play – Andrea Sedláčková
- Pojedeme k moři – Jiří Mádl
- Tři bratři – Jan Svěrák

### Nejlepší ženský herecký výkon v hlavní roli
- Cesta ven – Klaudia Dudová
- Andělé všedního dne – Klára Melíšková
- Díra u Hanušovic – Tatiana Vilhelmová
- Fair Play – Judit Bárdos
- Něžné vlny – Tatiana Pauhofová

### Nejlepší mužský herecký výkon v hlavní roli
- Díra u Hanušovic – Ivan Trojan
- Andělé všedního dne – Boleslav Polívka
- Fair Play – Roman Luknár
- Jak jsme hráli čáru – Milan Lasica
- MY 2 – Ondřej Nosálek

### Nejlepší ženský herecký výkon ve vedlejší roli
- Díra u Hanušovic – Lenka Krobotová
- Andělé všedního dne – Zuzana Bydžovská
- Cesta ven – Mária Ferencová-Zajacová
- Fair Play – Anna Geislerová
- Fair Play – Eva Josefíková

### Nejlepší mužský herecký výkon ve vedlejší roli
- Díra u Hanušovic – Jaroslav Plesl
- Fair Play – Igor Bareš
- Jak jsme hráli čáru – Ondřej Vetchý
- Krásno – Karel Roden
- Pohádkář – Matěj Hádek

### Nejlepší scénář
- Cesta ven – Petr Václav
- Díra u Hanušovic – Lubomír Smékal, Miroslav Krobot
- Fair Play – Andrea Sedláčková
- Pojedeme k moři – Jiří Mádl
- Tři bratři – Zdeněk Svěrák

### Nejlepší kamera
- Cesta ven – Štěpán Kučera
- Díra u Hanušovic – Jan Baset Střítežský
- Fair Play – Jan Baset Střítežský
- Pohádkář – Martin Štrba
- Tři bratři – Vladimír Smutný

### Nejlepší střih
- Cesta ven – Florent Mangeot
- Díra u Hanušovic – Jan Daňhel
- Fair Play – Jakub Hejna
- Jak jsme hráli čáru – Alois Fišárek
- Tři bratři – Alois Fišárek

### Nejlepší zvuk
- Cesta ven – Daniel Němec, Ivan Horák
- Díra u Hanušovic – Viktor Ekrt, Marek Hart
- Fair Play – Daniel Němec
- Pohádkář – Radim Hladík mladší
- Tři bratři – Jakub Čech, Claus Lynge

### Nejlepší hudba
- Krásno – Jan P. Muchow
- Andělé všedního dne – Michal Novinski
- Fair Play – David Solař, Miro Žbirka
- Pohádkář – Roman Holý
- Tři bratři – Jaroslav Uhlíř, Michal Novinski

### Nejlepší filmová scénografie
- Tři bratři – Jan Vlasák
- Cesta ven – Jan Pfeiffer
- Díra u Hanušovic – Jan Vlček
- Fair Play – Petr Fořt, Viera Dandová
- Jak jsme hráli čáru – Pavol Andraško

### Nejlepší kostýmy
- Tři bratři – Simona Rybáková
- Cesta ven – Tereza Kučerová
- Díra u Hanušovic – Katarína Hollá
- Fair Play – Simona Rybáková
- Hany – Zuzana Krejzková

### Nejlepší masky
- Tři bratři – Zdeněk Klika
- Díra u Hanušovic – Lukáš Král
- Fair Play – Anett Weber, Katarína Horská
- Krásno – Lucie Lišková
- Něžné vlny – Jiřina Pahlerová

### Mimořádný přínos české kinematografii
- Drahomíra Vihanová[3]

### Cena filmových fanoušků
- Fair Play[3]

### Cena Magnesia za nejlepší studentský film
- Pravomil (režie Pavel Nosek, FAMU)[3]

### Nejlepší filmový plakát
Nestatutární cena, jejíž vítěz byl vyhlášen mimo hlavní večer již spolu s nominacemi z ostatních kategorií.
- Fair Play – Tomáš Machek, Marius Corradini
- Dál nic – Ex Lovers
- Intimity – Roman Werner
- Olga – Ondřej Matyáš
- V tichu – Helena Jiskrová